# Раффин, Дэвид
Дэ́вид Ра́ффин (англ. Davis Eli "David" Ruffin; 18 января 1941 — 1 июня 1991) — американский певец. Наиболее известен в качестве участника The Temptations (с 1964 по 68 гг.). Раффин был ведущим вокалистом на нескольких самых больших хитах группы, в частности, «My Girl» (1965) и «Ain’t Too Proud to Beg» (1966), но его пристрастие к наркотикам, вызывавшее недовольство в группе, в комбинации с его растущим чувством собственной важности привели к тому, что его из группы уволили.
Журнал «Роллинг стоун» включил Дэвида Раффина в свой список «Ста величайших певцов всех времён» (на 65-е место).

## Сольная дискография
- См. статью «David Ruffin discography» в английском разделе.